# Stephan Vanfleteren
Stephan Vanfleteren (Courtrai, 1969) est un photographe belge. Il est connu surtout pour ses portraits pénétrants en noir et blanc et ses grands reportages en Belgique et à l'étranger. Il transforme le noir en noir intense et le blanc en lumière, avec toutes les nuances de gris entre les deux. Ses photos documentaires montrent, avec beaucoup d'humanité, un monde en changement, sur le point de disparaître.

## Biographie
Stephan Vanfleteren est né à Courtrai en 1969. Il étudie la photographie à l'Institut Saint-Luc à Bruxelles de 1988 à 1992. Il n'a jamais possédé d'appareil photographique avant. Mais il est dyslexique et l'enseignement traditionnel lui est très difficile. Il dit qu'après avoir éliminé toutes les professions, tout ce qu'il pouvait faire était de photographier. Mais que la photographie aussi a exigé de lui beaucoup de travail.
En 1993, en attendant de faire son service militaire, il fait un voyage à New York où il pratique principalement la photographie de rue. « New York a été important », écrit-il, « C'était mon billet d'entrée dans le monde professionnel ».
Il est marié à Natacha Hofman, «sa muse mais aussi sa critique la plus sévère». Ils vivent à Furnes avec leurs trois fils,.

## Carrière professionnelle
Au départ, il travaille principalement comme photojournaliste pour le journal De Morgen. Pour ce journal il couvre, en noir et blanc déjà, les grandes actualités des années 1990 : la mort du roi Baudouin, le conflit social des forges de Clabecq, la guerre du Kosovo, le génocide rwandais, ou encore l’affaire Marc Dutroux. « J'ai été jeté dans la piscine du journalisme et j'ai nagé. (…) J'ai appris à connaître mon pays, je suis allé partout ».
Son travail paraît également dans des magazines tels que Paris Match, Le Monde , Independent Magazine, Die Zeit, Knack, Humo et Volkskrant Magazine.
Actuellement, il travaille essentiellement pour le supplément weekend du Morgen et pour des journaux et des magazines étrangers. Cofondateur des Éditions Kannibaal/Hannibal, il en est aussi le directeur artistique. Depuis 2010, il est professeur invité de l’Académie royale des beaux-arts de Gand.
Son travail est partagé entre le mouvement et l’immobilité, le noir et blanc et la couleur, l’excitation des rencontres sur le terrain et la solitude sereine de son studio, l’authenticité et la mise en scène, la vie et la mort.

### Elvis&Presley
En 1999, Stephan Vanfleteren parcourt les États-Unis avec son ami le photographe Robert Huber (nl) sur les traces de leur idole Elvis Presley. Ils se photographient, habillés en Elvis&Presley, de costumes scintillants et de perruques, de Times Square à Death Valley. Stephan Vanfleteren fait ses photos en noir et blanc, Robert Huber en couleur. Ce road movie est raconté dans le premier livre de Stephan Vanfleteren.

### Du reportage au portrait
Après avoir couru de par le monde pour ses photos de presse, il ralentit, dit-il, à la recherche de calme, de retard et de profondeur. Il réalise alors les portraits qui sont sans doute ses œuvres les plus connues – et les plus reconnaissables. Il photographie, toujours en noir et blanc, de nombreuses personnes du monde des arts mais aussi bon nombre d'anonymes. Ses photos révèlent une grande connaissance et compréhension de son sujet. Il travaille avec une finition dure, les visages sont marqués, austères. Stephan Vanfleteren photographie les personnes de très près, il souligne fortement leurs traits et cela donne une impression d'intimité avec le sujet,.
Dans le cadre d'un projet international, il donne un visage à de nombreuses personnes vivant dans la pauvreté et l'isolement à Anvers et à Bruxelles. «Pendant que je me concentrais sur leurs yeux, j'écoutais leurs aventures ». Ces portraits, avec d'autres, ont fait l'objet d'une exposition à Bruxelles, au centre culturel du Botanique en 2009.
En 2009, il expose au Wintercircus Mahy de Gand environ deux cents portraits en noir et blanc de personnalités ayant, d'une manière ou d'une autre, été présents dans les médias au cours des vingt années entre 1989 et 2009, Portret 1989 - 2009. L'exposition attire près de 60 000 visiteurs en quelques mois.
En 2018, il publie « Surf Tribe » pour lequel il a parcouru couru le monde pendant des mois pour faire le portrait de surfeurs. Il se rend dans les lieux les plus célèbres du surf, comme dans des endroits peu connus pour faire le portrait des légendes du surf, des champions aussi bien que des amateurs inconnus. Il ne les photographie pas en mouvement mais capture leurs portraits, statiques, sur la plage.

### Belgicum
Du 28 septembre 2007 au 10 février 2008, l'exposition Belgicum, qui brosse un tableau subjectif de la Belgique avec un point de vue social, se tient au Fotomuseum d'Anvers. Stephan Vanfleteren photographie des gens ordinaires, loin des grands centres et en fait des images intemporelles, mélancoliques et étrangement distantes, des visages sincères, profonds, dignes.
Le livre de l'exposition invite à un voyage à travers le pays, à la recherche d’une identité introuvable. Le livre est devenu une référence dans l'histoire de la photographie en Belgique. Il est réédité en 2017, avec un texte de David Van Reybrouck

### Charleroi
Plus tard, lors d'une résidence au Musée de la photographie de Charleroi, Stephan Vanfleteren réalise une série de photos, dont de nombreux portraits, sur cette ville marquée par le déclin de son industrie. Ces photos ont été exposées dans le musée en 2015. Les photos et le livre qui accompagne l'exposition, démontrent une grande affection pour la ville et, en particulier pour ses habitants les moins favorisés par la vie.

### La couleur

#### Façades & Vitrines
À de rares exceptions près, Stephan Vanfleteren photographie uniquement en noir et blanc. En 2013, il publie cependant une série de photos couleurs prises depuis déjà plusieurs années mais jamais montrées. Il s'agit d'anciennes publicités murales, de façades vouées à la démolition ou de vitrines abandonnés, parues dans le livre « Façades & Vitrines », tiré à 666 exemplaires dans une édition de luxe.

#### Stil leven
En 2016, il réalise une série de photos pour une exposition, Stil leven, au Museum Oud Amelisweerd à Utrecht. Abandonnant la demande initiale du musée qui voulait exposer les photos de bunkers, il se laisse guider par l'environnement du musée, la beauté et la mélancolie des lieux, pour réaliser  une série de nus, natures mortes avec des animaux morts, en noir et blanc et couleur. Ses photos entrent en dialogue avec l'œuvre du peintre Armando, la maison de campagne Oud Amelisweerd et la nature environnante,.

## PRESENT
En 2020, le Fotomuseum d'Anvers organise une grande exposition rétrospective, PRESENT qui retrace le voyage photographique de trente ans de Stephan Vanfleteren, avec des réflexions personnelles. De la photographie de rue dans des villes du monde comme New York au génocide au Rwanda, des façades de magasins aux paysages mystiques du mur de l'Atlantique, des natures mortes aux portraits intenses.

## Distinctions
Avec World Press Photo, il participe à la Masterclass Joop Swart 1998 et il obtient des prix dans différentes catégories, sports, vie quotidienne, enfance... en 1996,1998, 2000, 2014,.
En 2001, il remporte les European Fuiji Awards et, en 2009, le prix Louis Paul Boon, un prix d'art belge décerné à un artiste qui excelle dans l'engagement social et qui se concentre sur son lien avec les gens.
Stephan Vanfleteren signe également la photo de couverture du livre de David Van Reybrouck Congo: une histoire, conçue par le Studio Jan de Boer pour De Bezige Bij. En 2011, ce livre remporte le prix de la plus belle couverture de livre.
Le 6 mai 2011, Stephan Vanfleteren reçoit le prix Henri Nannen, le prix le plus important pour la photographie en Allemagne pour son reportage en noir et blanc sur l'artiste Tomi Ungerer la série de photos Es gibt was Neues hier seit gestern,.
En 2012, il obtient le Nationale portretprijs (prix national du portrait) aux Pays-Bas avec une photo de l'architecte Rem Koolhaas.
En août 2021, Stephan Vanfleteren est fait docteur honoris causa de la Vrije Universiteit Brussel, en même temps que le photographe Dirk Braeckman.

## Œuvres dans des collections publiques (sélection)
- Rijksmuseum Amsterdam[22]
- Musée d'Audenarde et des Ardennes flamandes (MOU)[23]

## Expositions (sélection)
- 2000 :  Buren, Rijksmuseum Amsterdam
- 2007-2008 : Belgicum, Fotografiemuseum Amsterdam
- 2009 : Portret 1989 - 2009, Wintercircus Mahy, Gand[8]
- 2009 : Belgicum, Centre culturel du Botanique, Bruxelles
- 2011 : Flandrien, Centre flamand, Osaka (Japon)
- 2011-2012 : Belgicum, Hilaneh von Kories Gallery, Hambourg, Allemagne[9]
- 2012 : Image singulière, Sète (France)[24]
- 2012-2013 : En avant, marche, Huis van Alijn, Gand
- 2013 : Aller retour, Budafabriek, Courtrai[25]
- 2014 : Modern Times, Rijksmuseum Amsterdam
- 2015 : Faces Now, BOZAR, Bruxelles[26]
- 2015 : Charleroi, Musée de la photographie de Charleroi
- 2016 : Stil leven, Stephan Vanfleteren et Armando, Museum Oud Amelisweerd, Utrecht[27]
- 2018 : Surf Tribe, Centre Culturel, Knokke-Heist
- 2019-2020 : Présent, Rétrospective, FoMu Anvers[28]
- 2020 : Corona Walks, FoMu Anvers[28]
- 2020-2021 : Engelen van de zee, Musée national de la navigation et The Dutch National Portrait Gallery, Amsterdam[29]

### Ouvrages de Stephan Vanfleteren
- (en)Tales from a Globalizing world, ouvrage collectif, Thames & Hudson, 2003  (ISBN 0500284326 et 978-0500284322))
- (nl + fr) Façades et vitrines, Kannibaal, 2013  (ISBN 978949137644 3)
- MMXIV - Les Diables / The Red Devils, Hannibal Publishers, 2014  (ISBN 9789491376689)
- Charleroi Il Est Clair Que le Gris Est Noir, Hannibal Publishers, 2015  (ISBN 9789492081414)
- Flandrien, Hannibal, 2017  (ISBN 9789081623711)
- (en) Surftribe, Exhibitions Internationale, 2018  (ISBN 9789492677365)
- (en) Present, Cannibal/Hannibal Publishers, 2019  (ISBN 9789463887144)
- (nl) Dagboek van een fotograaf, Coronawandelingen, Uitgeverij De Bezige Bij, 2020, 168 p.  (ISBN 9789403199207)

### Ouvrages en collaboration
- (nl) avec Jan Antonissen, Vincent Loozen, Giganten van Afrika: De hoge vlucht van Nigeria's Super Eagles, Louvain, Van Halewyck, 1998.  (ISBN 9056171577)
- (en) avec Eva Leitoff, Mark Power, Tracy Metz (texte), Neighbours, The Netherlands as Seen by 3 Foreign Photographers, De Imagination, 2000;  (ISBN 90-74159-30-3))
- avec Robert Huber, Elvis & Presley, Kruse Verlag, 2001  (ISBN 3934923062 et 978-3934923065)
- (nl + fr + en) avec David Van Reybrouck, Belgicum, Hannibal Publishers, 2016  (ISBN 9789492081834)